# Alex Quinn
Alexander James Quinn (Truro, 29 de diciembre de 2000), más conocido como Alex Quinn, es un piloto de automovilismo británico. Desde 2023 compite en carreras de resistencia.

## Carrera profesional

### Karting
Quinn creció cerca de Camelford y comenzó a practicar karting en 2011. Participó en varios campeonatos, incluido el Campeonato Nacional Super 1 Rotax Mini Max. y ganó varios concursos nacionales.

### Las primeras carreras de coches
En 2016, Quinn participó en su primera carrera de autos cuando participó en el Campeonato de F4 Británica. Condujo para el equipo de Fortec Motorsport. Ganó tres carreras y fue coronado ganador de la "Copa de Novatos".
En 2017, volvió a participar en el Campeonato de F4 Británica, junto a Oscar Piastri y Ayrton Simmons en TRS Arden. Terminó cuarto en el campeonato, superando a Simmons, pero terminó detrás de Piastri. El australiano se llevó una medalla de plata.
Quinn también hizo una aparición única en la BRDC Fórmula 3 el mismo año y consiguió un lugar en el podio en Donington con Lanan Racing.

### British GT Championship
En 2018, Quinn participó en seis de las carreras del British GT Championship en la clase GT4. Quinn condujo para Steller Performance y no obtuvo puntos.

### Eurocopa de Fórmula Renault
A principios de 2019, Quinn no pudo calificar para participar en un nuevo campeonato. A mitad de temporada, sin embargo, tuvo la oportunidad de conducir su primera carrera de la Eurocopa de Fórmula Renault para su antiguo equipo de F4 Arden Motorsport. Compitió durante tres fines de semana y logró ganar medallas tanto en Nürburgring como en el Circuito de Barcelona-Cataluña. Quinn terminó en el puesto 13 en general en la temporada 2019.
En 2020, Quinn reemplazó a Jackson Walls, quien no pudo viajar a Europa debido a restricciones de viaje relacionadas con COVID-19. Quinn consiguió la pole position en la primera carrera de la temporada, logró llevarse cinco medallas a lo largo de la temporada y ganó la segunda carrera en Spa, y se convirtió en el cuarto mejor piloto de la temporada 2020. También ganó el título de "novato".

## Resumen de carrera
| Temporada | Categoría                              | Equipo                       | Carreras     | Victorias    | Poles        | VR           | Podios       | Puntos       | Pos.         |
| --------- | -------------------------------------- | ---------------------------- | ------------ | ------------ | ------------ | ------------ | ------------ | ------------ | ------------ |
| 2016      | Campeonato de F4 Británica             | Fortec Motorsport            | 31           | 3            | 2            | 1            | 6            | 248          | 7.º          |
| 2017      | Campeonato de F4 Británica             | TRS Arden Junior Racing Team | 30           | 4            | 1            | 4            | 11           | 307          | 4.º          |
| 2017      | BRDC Fórmula 3                         | Lanan Racing                 | 3            | 0            | 0            | 0            | 1            | 46           | 20.º         |
| 2018      | Campeonato Británico GT - GT4          | Steller Performance          | 6            | 0            | 0            | 0            | 0            | 0            | NC           |
| 2019      | Eurocopa de Fórmula Renault            | Arden                        | 6            | 0            | 0            | 0            | 2            | 48           | 12.º         |
| 2020      | Eurocopa de Fórmula Renault            | Arden Motorsport             | 20           | 1            | 1            | 1            | 5            | 183          | 4.º          |
| 2021      | Campeonato de Fórmula Regional Europea | Arden Motorsport             | 20           | 0            | 0            | 0            | 2            | 104          | 9.º          |
| 2022      | Campeonato Nacional U.S. F2000         | Velocity Racing Development  | 3            | 3            | 0            | 2            | 3            | 93           | 17.º         |
| 2023      | IMSA SportsCar Championship - LMP2     | PR1/Mathiasen Motorsports    | 4            | 0            | 0            | 2            | 2            | 950          | 10.º         |
| 2024      | IMSA SportsCar Championship - LMP2     | AO Racing                    | 6            | 1            | 0            | 0            | 4            | 96           | 2.º          |
| 2024      | European Le Mans Series - LMP2 Pro-Am  | Algarve Pro Racing           | 1            | 0            | 0            | 0            | 0            | 254          | 50.º         |
| 2024      | 24 Horas de Le Mans - LMP2             | AO by TF                     |              |              |              |              |              |              | 6.º          |
| 2024-25   | Asian Le Mans Series - LMP2            | Algarve Pro Racing           | 6            | 1            | 0            | 0            | 4            | 83           | 4.º          |
| 2025      | European Le Mans Series - LMP2         | Algarve Pro Racing           | Disputándose | Disputándose | Disputándose | Disputándose | Disputándose | Disputándose | Disputándose |
| Fuente:   |                                        |                              |              |              |              |              |              |              |              |

## Resultados

### Eurocopa de Fórmula Renault
(Clave) (negrita indica pole position) (cursiva indica vuelta rápida)

| Año     | Escudería        | 1       | 2         | 3       | 4       | 5        | 6       | 7       | 8       | 9       | 10       | 11      | 12        | 13      | 14        | 15      | 16       | 17      | 18      | 19      | 20      | Pos. | Puntos |
| ------- | ---------------- | ------- | --------- | ------- | ------- | -------- | ------- | ------- | ------- | ------- | -------- | ------- | --------- | ------- | --------- | ------- | -------- | ------- | ------- | ------- | ------- | ---- | ------ |
| 2019    | Arden            | MNZ 1   | MNZ 2     | SIL 1   | SIL 2   | MON 1    | MON 2   | LEC 1   | LEC 2   | SPA 1   | SPA 2    | NÜR 1 4 | NÜR 2     | HUN 1 8 | HUN 2 Ret | CAT 1 3 | CAT 2 11 | HOC 1   | HOC 2   | YMC 1   | YMC 2   | 12.º | 48     |
| 2020    | Arden Motorsport | MNZ 1 2 | MNZ 2 Ret | IMO 1 5 | IMO 2 3 | NÜR 1 13 | NÜR 2 9 | MAG 1 5 | MAG 2 5 | ZAN 1 8 | ZAN 2 12 | CAT 1 7 | CAT 2 Ret | SPA 1 4 | SPA 2 1   | IMO 1 2 | IMO 2 4  | HOC 1 3 | HOC 2 4 | LEC 1 5 | LEC 2 5 | 4.º  | 183    |
| Fuente: |                  |         |           |         |         |          |         |         |         |         |          |         |           |         |           |         |          |         |         |         |         |      |        |

### Campeonato Nacional U.S. F2000
(Clave) (negrita indica pole position) (cursiva indica vuelta rápida)

| Año     | Escudería                   | 1   | 2   | 3   | 4   | 5     | 6     | 7     | 8   | 9   | 10  | 11  | 12  | 13  | 14  | 15  | 16  | 17  | 18  | Pos. | Puntos |
| ------- | --------------------------- | --- | --- | --- | --- | ----- | ----- | ----- | --- | --- | --- | --- | --- | --- | --- | --- | --- | --- | --- | ---- | ------ |
| 2022    | Velocity Racing Development | STP | STP | ALA | ALA | IMS 1 | IMS 1 | IMS 1 | IRP | ROA | ROA | MOH | MOH | MOH | TOR | TOR | POR | POR | POR | 17.º | 93     |
| Fuente: |                             |     |     |     |     |       |       |       |     |     |     |     |     |     |     |     |     |     |     |      |        |